# Добрљин
Добрљин је насељено мјесто у општини Нови Град, Република Српска, БиХ. Према попису становништва из 2013. године, у насељу је живјело 858 становника.

## Географија
Добрљин је удаљен 15 до 16 километара од Новог Града и 15 километара од Костајнице. Налази се на десној обали ријеке Уне.

## Историја
Први пут се помиње у 13. вијеку. У прошлости је био у посједу кнезова Бабунића, за које се веже поријекло имена Добрљин. Пруга од Добрљина до Бање Луке изграђена је 1873. Аустроугарска је током своје владавине за потребе експлатације дрвета отворила пилану „Шипад“ и поред аутохтоног српског становништва населила Словенце, Пољаке, Чехе, Нијемце и Галицијане. Радници фабрике су учествовали у генералном штрајку 1906. Према подацима из времена Краљевине Југославије, у пилани је 1937. било запослено 303 радника.

### Други свјетски рат
На дан 21. априла 1941. Усташе су у парохијском стану у селу Добрљину, срез Босански Нови, изболи ножевима слику бањалучког митрополита Василија, па "украли са писаћег стола моје скупоцено налив-перо, а орман са парохијским протоколима и архивским списима варварски поцепали и уништили, однели ручну гвоздену касу црквене општине са готовином од 40.000 динара, уложну књижицу на 20.000 динара, уништили полису осигурања од 1.500.000 динара, и однели целокупни намештај кућевни и све друге ствари".
У Добрљаку усташе су поклале и свирепо убиле 200 Срба. Након масакра силовали су малолетне девојчице, девојке и жене, да би после оргијања и њих поклали.
Проту Алексу Поповића из Добрљина, среза босанко-новског терали су да поруши споменик краља Петра I који је он са народом подигао говорећу му: „Хајде, прото, одби нос свом краљу“.
Седамдесетпетогодишњег проту Алексу из Добрљина нагонили су да руши постамент споменика краља Александра. Неко време био је у Костајници, затим је отеран у Копривницу на принудан рад а одатле у полицијски затвор у Загребу. Када су проту Алексу и његове парохијане дотерали у загребачки затвор, држали су их две ноћи и цео дан на киши у дворишту, нису им дали ни хране ни воде, а гонили су их да раде. Проту Алексу су терали да баца из кола угаљ у двориште све док није пао у несвест. Ноћу пак, тукли су их кундацима и пендрецима. Студенткиња Стилиновићева тукла је револвером по глави проту Aлексу, „чупала му браду, пљувала у лице и тукла ногом међу ноге“.

## Култура
У насељу се налази споменик посвећен краљу Петру I Карађорђевићу. Споменик је подигнут 1924. у облику бисте са натписом „Краљ Петар I Карађорђевић“. Налази се у дворишту парохијског дома. Срушиле су га усташе у априлу 1941. године.

### Парохија
Добрљин је сједиште истоимене парохије Српске православне цркве. Парохија Добрљин припада Архијерејском намјесништву поунском у саставу Епархије бањалучке, а чине је Велика Жуљевица, Горње Водичево, Добрљин, Доње Водичево, Куљани и Прусци. Парохијски храм је посвећен Преносу моштију Светог оца Николаја. Изградња садашње цркве је почела 1903. године како би замјенила дотадашњу црвку брвнару. Звоно на цркви је подигнуто 1920. Најчешће славе у насељу су Никољдан, Јовањдан и Ђурђевдан.

### Етно музеј
У Добрљину се налази мањи етно музеј у власништву Жељке Крпић.

## Образовање
Прва школа је отворена у вријеме Аустроугарске. Садашња Основна школа „Вук Караџић“, се налази у објекту који је изграђен 1974. године. Школа је до рационализације школства у Југославији 1980. била самостална, након чега је постала подручно одјељене Основне школе „Добрила Грубор“ из Новог Града. Школа је од 1974. до 1992. носила назив „Михаило Ђурић“. Између осталих, школу су похађали: Младен Ољача, Драган Колунџија, Здравко Згоњанин, Драган Раниловић и други.

## Спорт
Сједиште је фудбалског клуба Славен који је основан 1926. године. У Добрљину је одиграна прва ноћна фудбалска утакмица 1935. у Краљевини Југославији, која је одржана испод 800 сијалица. Играли су Славен и Костајница (2-1).

## Саобраћај

### Железница
Након посјете Европи турски султан Абдул Азиз је донео одлуку о градњи жељезничке пруге која би повезивала Цариград са Бечом.
У пролеће 1871. године започела је изградња пруге од Добрљина до Бање Луке и пуштена је у саобраћај крајем децембра 1872. године. Била је то пруга нормалног колосека, у дужини од 101,6 км. На прузи је изграђено 13 мостова, од којих су два била железна. У ложионици у Бањој Луци било је 5 локомотива. Две су биле израђене у фабрици Ханомаг у Хановеру у Немачкој а три у фабрици Тубизе у Белгији.
Саобраћај на прузи Бања Лука — Добрљин обустављен је 14. новембра 1875. године због недовољног броја путника и робе. Након Берлинског конгреса 1878. године Босна и Херцеговина долази под власт Аустро-угарске монархије. Пруга је поправљена а саобраћај од Бање Луке до Приједора успостављен је 1. децембра 1878. године, а до Добрљина 24. марта 1879. године. Пруга је добила назив „Царска и краљевска војна жалезница Бања Лука - Добрљин“. Осим за потребе војске, жељезница је била доступна и за цивилно становништво. Тада су изграђене и нове станичне зграде, као и магацини и магацинске утоварно-истоварне рампе. Првог децембра 1891. године железничка станица Бања Лука повезана је са градом Бања Лука новоизграђеном железничком пругом у дужини од 3 км.
У Добрљину се данас налази жељезничка станица на линији Жељезница Републике Српске. Станица располаже са робном благајном и утоварном рампом.
У Новом Граду се спаја на Унску пругу.

## Становништво
Становници се називају Добрљинци.
| Националност       | 2013. | 1991. | 1981. | 1971. | 1961. |
| Срби               |       | 1.108 | 943   | 901   | 709   |
| Југословени        |       | 24    | 58    | 1     |       |
| Хрвати             |       | 7     | 7     | 18    | 27    |
| Муслимани          |       |       |       | 10    |       |
| Црногорци          |       |       | 1     |       |       |
| остали и непознато |       |       | 2     | 5     |       |
| Укупно             | 858   | 1.139 | 1.011 | 935   | 736   |

| Демографија | Демографија | Демографија |
| Година      | Становника  | Становника  |
| ----------- | ----------- | ----------- |
| 1948.       | 554         |             |
| 1953.       | 566         |             |
| 1961.       | 736         |             |
| 1971.       | 935         |             |
| 1981.       | 1.011       |             |
| 1991.       | 1.139       |             |
| 2013.       | 858         |             |